# Diepe hersenstimulatie

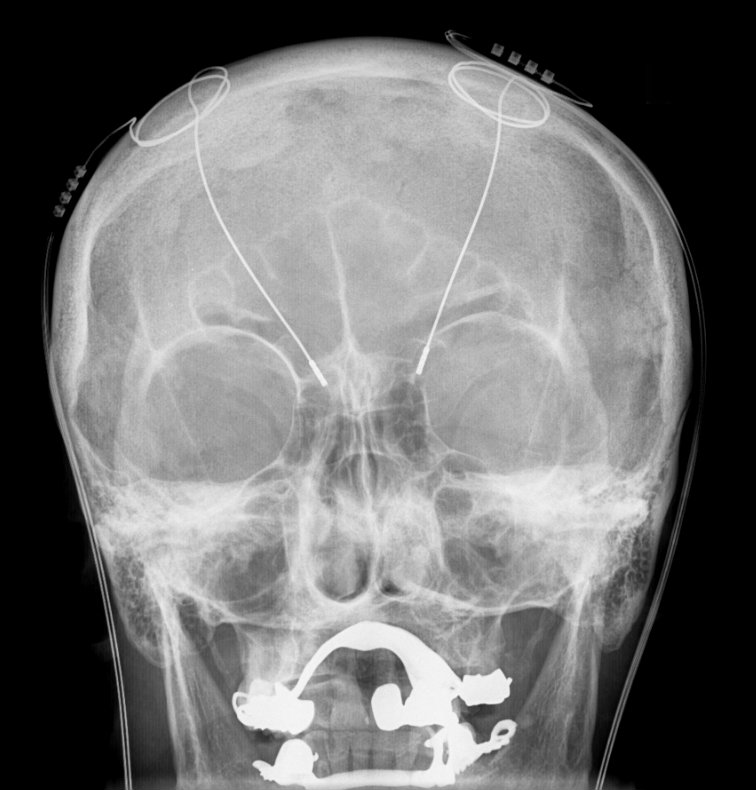
Diepe hersenstimulatie

Diepe hersenstimulatie (Engels: deep brain stimulation, afgekort DBS) is een vorm van neuromodulatie en betreft een neurochirurgische behandeling, waarbij een elektrode in specifieke hersengedeelten wordt ingebracht. De elektrode wordt verbonden met een neurostimulator, ook wel impulsgenerator genoemd, (vergelijkbaar met een pacemaker), die elders in het lichaam onderhuids wordt geplaatst (meestal onder het sleutelbeen). De neurostimulator geeft continu elektrische pulsen af, die via de elektrode de hersenactiviteit in dat hersengedeelte beïnvloedt. In principe is de ingreep reversibel. De behandeling wordt toegepast voor neurologische en psychiatrische stoornissen, zoals essentiële tremor, de ziekte van Parkinson, obsessieve-compulsieve stoornis en depressie.
De techniek die gebruikt wordt om de elektrode te plaatsen, heet stereotaxie. Tevoren wordt op de millimeter nauwkeurig de gewenste plaats van de elektrode bepaald, waarna deze door een kleine opening in de schedel kan worden ingebracht.

## Behandeling
De behandeling bestaat uit twee fasen. In de eerste fase wordt de elektrode geplaatst via een neurochirurgische ingreep. In de tweede fase wordt de neurostimulator afgesteld door een neuroloog, psychiater of verpleegkundige.

### Operatie

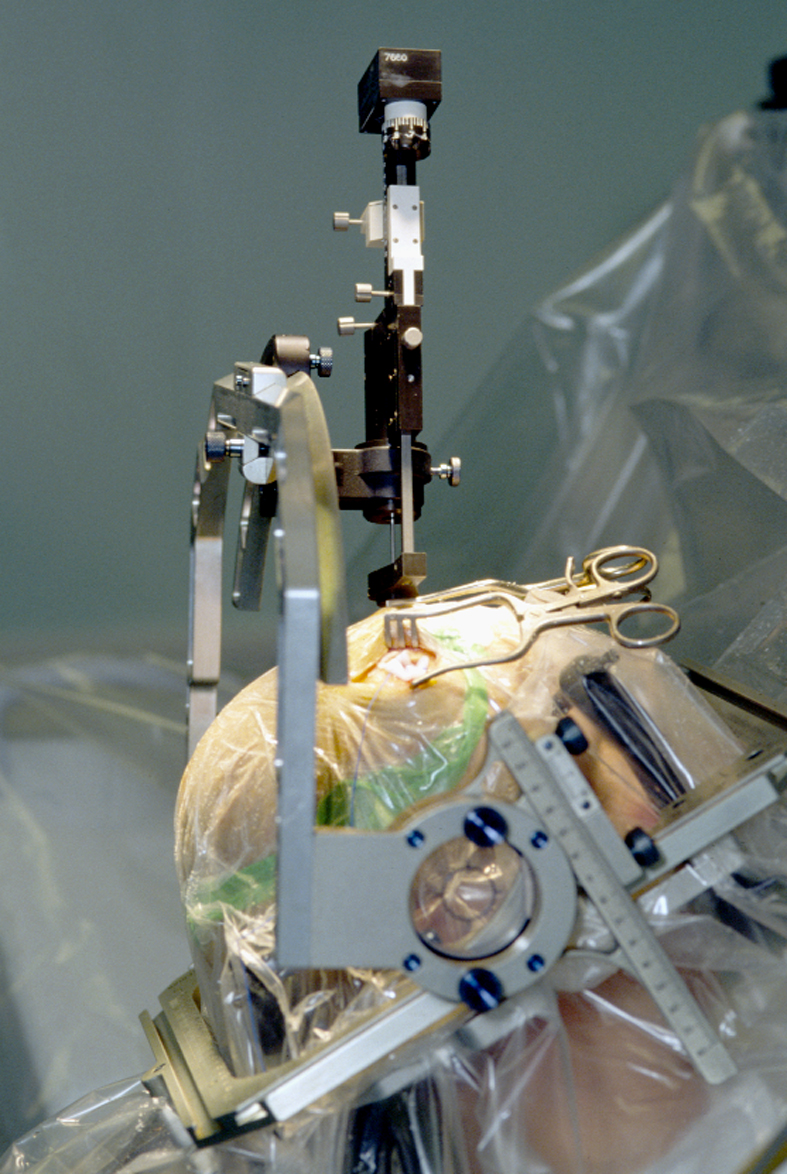
Het inbrengen van de elektrode bij chirurgie wegens de ziekte van Parkinson.

Van tevoren worden de hersenen nauwkeurig in beeld gebracht, bij voorkeur met een MRI-scan.
De operatie begint met het aanbrengen van een raamwerk, een “frame” op de schedel. Vervolgens wordt er een CT-scan gemaakt van het hoofd met het frame. Door deze te combineren met de tevoren gemaakte MRI-scan, kan de computer precies berekenen op welke coördinaten de elektroden moeten komen.
Tijdens het eerste deel van de operatie, het inbrengen van de elektroden, blijft de patiënt bij kennis. Door een opening die onder plaatselijke verdoving in de schedel wordt gemaakt, wordt de elektrode ingebracht. De elektrode heeft vier afzonderlijke contactpunten, zodat je op verschillende plaatsen in het geïmplanteerde hersengebied kunt stimuleren. Doordat de patiënt bij kennis is, kan door middel van proefstimulatie precies gezien worden wat het effect is en kan de plaatsing eventueel worden bijgesteld. Als de elektroden naar wens geplaatst zijn, wordt de patiënt onder narcose gebracht en kan de rest van de apparatuur worden ingebracht.

### Componenten en plaatsing
Het ingebrachte systeem bestaat uit drie onderdelen:
- De neurostimulator. Dit is een apparaatje dat batterijen in een behuizing van titanium bevat. Het wordt onder het sleutelbeen geplaatst en geeft stroompulsen af.
- De elektroden lopen door een gaatje in de schedel naar de plek in de hersenen, waar gestimuleerd wordt. De elektrode heeft vier platina stimulatiepunten en bestaat grotendeels uit polyurethaan.
- De geleidedraden die van de elektroden in het hoofd onder de huid, achter de oren langs, door de hals naar de neurostimulator gelegd worden.

De neurostimulator kan van buiten af worden afgesteld om de klachten optimaal te bestrijden.

### Afstelling neurostimulator
Enkele dagen of enkele weken na de operatie kan de neurostimulator worden afgesteld. Hierbij worden verschillende combinaties van instellingen uitgeprobeerd om het beste effect met zo min mogelijk bijwerkingen te verkrijgen. Het kan enige tijd vergen, voordat de beste afstelling is gevonden. Dit varieert van een aantal uur tot soms wel een jaar.
Verschillende instellingen kunnen worden aangepast. Allereerst kan gekozen worden welke contactpunten op de elektrode geactiveerd worden. Hiernaast kunnen het voltage, de pulsduur en de frequentie (aantal pulsen per seconden) worden aangepast. De specifieke combinatie van instellingen bepaalt welk gedeelte rondom de elektrode gestimuleerd wordt (geactiveerde contactpunten), hoe groot het gestimuleerde gebied is (voltage) en welke witte-stof banen worden gestimuleerd (pulsduur). Welk effect het instellen van de frequentie heeft, is niet geheel duidelijk. Wel is bekend dat over het algemeen hoogfrequente pulsen (>100 pulsen per seconde) neurologische en psychiatrische symptomen verminderen, terwijl dit niet is aangetoond voor laagfrequente pulsen (<60 pulsen per seconde).
Na twee tot vijf jaar moet de neurostimulator vervangen worden via een korte operatie. Dit is afhankelijk van welke instellingen worden gebruikt. Hoe hoger het voltage, de frequentie of de pulsduur, hoe eerder de stimulator moet worden vervangen. Inmiddels zijn er oplaadbare batterijen ontwikkeld, die negen jaar meegaan. De patiënt moet deze zelf eens in de twee tot zeven dagen opladen.

## Indicatie
Deze behandeling wordt al een tijdje toegepast bij bewegingsstoornissen zoals
- essentiële tremor;
- dystonie;
- ziekte van Parkinson

Diepe hersenstimulatie kan voor slechts een deel van de patiënten met deze aandoeningen een uitkomst betekenen; het risico op bijwerkingen moet zorgvuldig worden afgewogen tegen de kans op succes.

## Plaatsing
De elektroden worden geplaatst in een specifiek hersengebied. Welk hersengebied geïmplanteerd wordt, hangt af van de te behandelen stoornis.

### De ziekte van Parkinson
De elektrode kan ter behandeling van de ziekte van Parkinson op verschillende plaatsen worden ingebracht.
- Voor behandeling van de tremor kan ze in de thalamus worden ingebracht,
- Voor rigiditeit en hypokinesie in de globus pallidus.
- Bij de meeste behandelingen met diepe hersenstimulatie wordt de elektrode ingebracht in de nucleus subthalamicus. Dit geeft goed resultaat voor vrijwel alle verschijnselen van de ziekte van Parkinson.[1]

Omdat de resultaten zo goed zijn, wordt diepe hersenstimulatie tegenwoordig bij de ziekte van Parkinson niet meer bewaard als laatste redmiddel, maar bij geselecteerde patiënten ook in eerdere stadia van deze ziekte. Op dit moment (2007) wordt een onderzoek gedaan, waarbij het effect van de stimulatie van de globus pallidus en de stimulatie van de nucleus subthalamicus op o.a. rigiditeit met elkaar wordt vergeleken.

### Obsessieve-compulsieve stoornis
Het meeste therapeutische effect voor de behandeling van ernstige dwangstoornissen/ obsessieve-compulsieve stoornis wordt gevonden bij stimulatie van gebieden in de buurt van de nucleus accumbens, de capsula interna, en de nucleus interstitialis striae terminalis.

### Depressie
Sinds 2005 wordt er onderzoek gedaan naar de effecten van DBS bij depressie. De geïmplanteerde hersengebieden betreffen meestal de cortex cingularis subgenualis of het ventrale striatum en omliggende capsula interna.

### Andere aandoeningen waarbij diepe hersenstimulatie wordt toegepast
- Er zijn resultaten gezien van diepe hersenstimulatie in de thalamus bij patiënten met het syndroom van Gilles de la Tourette.[5]
- In het Academisch Medisch Centrum te Amsterdam werd in 2010 onderzoek gedaan naar de effecten van diepe hersenstimulatie in de nucleus accumbens en omliggende capsula interna bij anorexia nervosa en verslaving.
- Bij patiënten met epilepsie wordt soms een stimulator aangesloten op de nervus vagus.

## Mogelijke complicaties en bijwerkingen
- Psychiatrische verschijnselen: klinische depressie, andere stemmingsstoornissen; hyperseksualiteit; dwangmatig gokken. Deze kunnen ook voorbijgaand zijn en bestreden worden door een juiste afstelling van de stimulator.
- Er bestaat de verdenking dat een beginnende dementie verergerd wordt door diepe hersenstimulatie.
- De elektroden kunnen van hun plaats raken.
- Er is een kleine kans op bloeding en infectie.